# Суруга (залив)
Суру́га (яп. 駿河湾 суруга-ван) — залив на тихоокеанском побережье главного японского острова Хонсю.

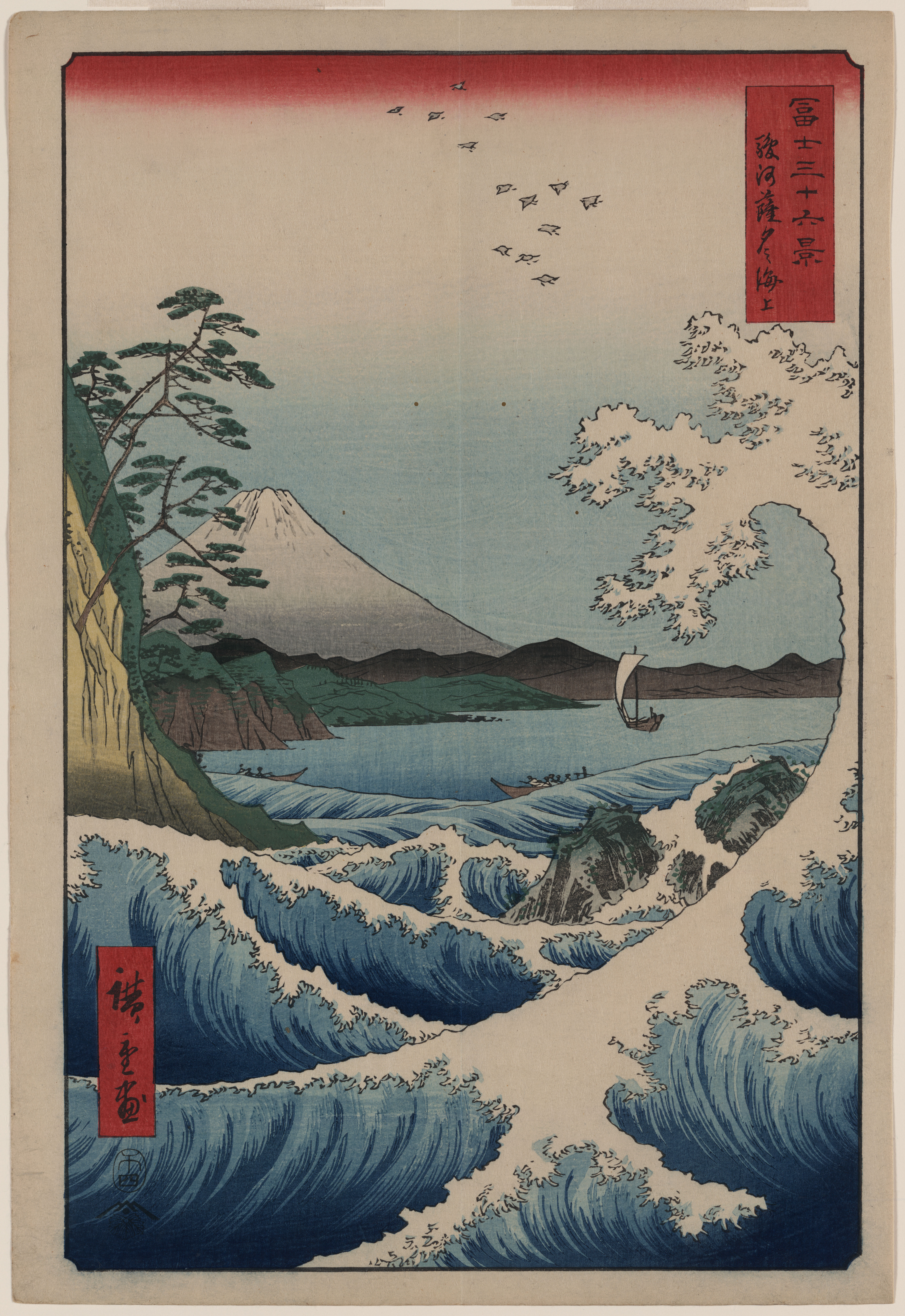
Гравюра «Море близ Сатты в Суруге», один из тридцати шести видов Фудзи Утагавы Хиросигэ

Берега залива входят в территорию префектуры Сидзуока. Отделен от океана полуостровом Идзу и благодаря этому в значительной степени защищен от океанских волн. Ширина залива у входа — 56 км, длина — 59 км. Глубина более 2500 метров: по дну залива проходит жёлоб Суруга.
На берегах залива стоит несколько крупных городов: Сидзуока, Нумадзу, Яидзу. Развито рыболовство.
В залив впадают реки Ои, Абе, Фудзи и Кано.